# 范箕
范箕（1483年—？年），字斗南，顺天府大兴县匠籍直隶吴江縣人。

## 生平
治《書經》，行三，由國子生中式顺天府鄉試第一百十四名舉人，年四十一歲中式嘉靖二年（1523年）癸未科會試第二百二十一名，第三甲第八十九名進士。授河南阳武县知县，九年擢山西保德州知州，十三年调任忻州，升刑部员外郎，历郎中，出为陕西布政司参议，分守陇右道。

## 家族
曾祖范世昌。祖父范進。父范麟。前母蕭氏；母馮氏。永感下。兄文、章、奎、璧、弟翼。